# Sedlari (miasto Valjevo)
Sedlari (cyr. Седлари) – wieś w Serbii, w okręgu kolubarskim, w mieście Valjevo. W 2011 roku liczyła 1360 mieszkańców.